# مایکل مان (جامعه‌شناس)
مایکل مان (انگلیسی: Micheal Mann متولد ۱۹۴۲ در انگلستان) استاد جامعه‌شناسی در دانشگاه کالیفرنیا، لس آنجلس می‌باشد. مان دارای شهروندی دوگانه بریتانیا و ایالات متحده است.

## زندگی و حرفه
مان در منچستر متولد شد. تحصیلات ابتدایی را در یک مدرسهٔ محلی گذراند و سپس به مدرسهٔ گرامر منچستر رفت. او در سال ۱۹۶۳ کارشناسی را در تاریخ مدرن و نهایتا دکترای جامعه‌شناسی خود را در سال ۱۹۷۱ از دانشگاه آکسفورد دریافت کرد. مان بین سال‌های ۱۹۷۱ تا ۱۹۷۷ در دانشگاه اسکس و سپس بین سال‌های ۱۹۷۷ تا ۱۹۸۷ در مدرسه اقتصاد لندن به تدریس جامعه‌شناسی پرداخت.

## جوایز و افتخارات
مان جوایز متعددی از جمله موارد زیر را کسب کرد.
- ۱۹۸۸ جایزه انتشار آکادمیک شاخص از انجمن جامعه‌شناسی آمریکا برای منابع قدرت اجتماعی. جلد ۱ (۱۹۸۶)
- ۱۹۹۴ مدال طلا از دانشگاه هلسینگی
- ۲۰۰۴ جایزهٔ فریدریش ابرت برای امپراتوری ناسازوار (۲۰۰۳) بهترین کتاب سیاسی منتشر شده سال ۲۰۰۳ در آلمان
- ۲۰۰۶ جایزهٔ برایتون مور انجمن جامعه‌شناسی امریکا برای سوی تاریک دموکراسی: تشریح پاکسازی قومی (۲۰۰۵)
- ۲۰۱۵ عضویت در فرهنگستان هنر و علوم آمریکا
- ۲۰۱۵ عضویت در آکادمی بریتانیا
- ۲۰۱۶ دکترای افتخاری از یونیورسیتی کالج دوبلین[۴]

## کتابشناسی
- Consciousness and Action Among the Western Working Class, 1981
- The Autonomous Power of the State. European Sociology Archives, 1984
- The Sources of Social Power: Volume 1, A History of Power from the Beginning to AD 1760, 1986
- The Sources of Social Power: Volume 2, The Rise of Classes and Nation States 1760-1914, 1993
- Incoherent Empire, 2003
- Fascists, 2004
- The Dark Side of Democracy: Explaining Ethnic Cleansing, 2005
- The Sources of Social Power: Volume 3, Global Empires and Revolution, 1890-1945, 2012
- The Sources of Social Power: Volume 4, Globalizations, 1945-2011, 2012

کتاب دولت، جنگ، سرمایه‌داری با ترجمهٔ میلاد یزدان‌پناه در سال ۱۴۰۳ منتشر شده است.

## واکنش‌ها
مایکل مان «یکی از جامعه‌شناسان کلان‌تاریخ‌نگر عمده» و نیز «ماکس وبر زمان ما» خوانده شده است.
جیانفرانکو پوگی، تصمیم مفهومی مان برای در نظر گرفتن قدرت نظامی به عنوان یک منبع قدرت مجزا را مورد سؤال قرار داد و از تفکیک کلاسیک میان قدرت ایدئولوژیک، سیاسی و اقتصادی دفاع کرد.
دیوید لایتین، دو نظریهٔ مان در سوی تاریک دموکراسی: تشریح پاکسازی قومی را به چالش کشید: اول آن که دموکراسی و پاکسازی قومی همراه با کشتار به طور نظام‌مند با هم مرتبط هستند و دوم آن که نسل‌کشی به عنوان فرمی مدرن از قتل حکومتی، بدتر از سایر فرم‌های کشتار جمعی است.
شمارهٔ ویژه‌ای از نشریهٔ مطالعاتی در توسعه بین‌الملل تطبیقی بر مفهوم قدرت زیرساختی دولت تمرکز کرد.